# Жордан Отвиль
Жорда́н Отви́ль (умер в сентябре 1092) — незаконнорождённый сын Рожера I Сицилийского, граф Сиракуз и Ното, из рода Отвилей.

## Биография
Имя матери Жордана неизвестно. Малатерра несколько раз подчёркивает его незаконнорождённость, но, невзирая на это, ряд исследователей считают его сыном Рожера I и его первой жены Юдифи д’Эврё.
В 1077 году Жордан впервые упоминается Малатеррой как участник осады Трапани. Жордан со своим отрядом ночью высадился на полуостров, где горожане обычно пасли стада, и устроил засаду. Утром жители Трапани по обыкновению привели свои стада на пастбище, где все животные и были захвачены Жорданом. Лишившись своих припасов, Трапани капитулировал.
В 1078 году Жордан упоминается как участник осады Таормины. В 1081 году Жордан с двумя военачальниками Робером де Сурдевилем и Элиасом Картоменсисом сумели отбить у арабов Катанию, захваченную с помощью изменника сиракузским эмиром Бенарветом.
За свои заслуги Жордан был оставлен в 1082 году наместником на Сицилии, в то время как Рожер I принимал участие в кампаниях Роберта Гвискара.
В 1083 году Жордан был вовлечён недовольными баронами в мятеж против отсутствующего Рожера I; мятежники захватили Мистретту и Сан-Марко-д'Алунцио и намеревались захватить Тройну. Срочно вернувшийся на Сицилию Рожер I быстро подавил мятеж, двенадцать ближайших советников Жордана были ослеплены, а сам Жордан был брошен в темницу.
Впоследствии Жордан был прощён и участвовал в осаде Сиракуз в 1085 (или 1086) году и Ното (1091 год), а затем был возведён в графы Сиракуз и Ното.
Во время экспедиции Рожера I на Мальту Жордан просил отца разрешить ему возглавить кампанию, но отец оставил его на Сицилии и, опасаясь мятежа, строжайше запретил ему даже входить в не принадлежащие ему города. Тем не менее, Жордан, хоть и не пользовавшийся доверием отца, рассматривался в это время в качестве потенциального наследника, так как единственный законнорождённый сын Рожера I Годфри был прокажённым.
Жордан неожиданно умер от лихорадки в 1092 году; камень с вырезанной надписью о смерти Жордана сохранился в церкви селения Мили-Сан-Пьетро.
В 1089 году Жордан женился на одной из дочерей Бонифация Савонского (сам Рожер I женился третьим браком на другой дочери — Аделаиде Савонской), сведений о его возможном потомстве не существует.